# Eustroma costimacula
Eustroma costimacula är en fjärilsart som beskrevs av Louis Beethoven Prout 1912. Eustroma costimacula ingår i släktet Eustroma och familjen mätare. Inga underarter finns listade i Catalogue of Life.